# Система цінностей запорозьких козаків
Система цінностей запорозьких козаків — система ціннісних категорій, ідейних установок і моральних імперативів, що складали підґрунтя світогляду, етики, політичної і національної самосвідомості запорозьких козаків. Сформувалася в період з 70–80-х рр. 16 до серед. 17 ст. в ході розвитку демократичного устрою Війська Запорозького. Центральне місце в ній посідала категорія «колективна воля». Вона поєднувала в собі ідеї: рівності; свободи громадянського голосу; права вільного обрання запорозьких старшин; визнання інституційної першості козацької ради в системі політичного козацького устрою; підпорядкованості меншості рішенням більшості; громадянської дисципліни. Колективна воля сприяла утвердженню в козаків почуття станово-корпоративної єдності та поведінкових стереотипів, заснованих на усвідомленні ними свого громадянського обов'язку і відповідальності, пріоритетності спільного блага. Система цінностей запорозьких козаків вирізнялася лицарською орієнтацією. Неписаний кодекс козацької честі охоплював такі моральні категорії, як свобода, особиста гідність, добре ім'я, слава, відвага, самопожертва, вірність, дотримання публічно даного слова. Морально вартісною чеснотою визнавалося служіння високим ідеалам: боротьбі проти «ворогів Святого Хреста», захисту вітчизни, обороні православної віри (див. Православ'я), служінню монархам. Морально-етичне та політико-правове уявлення запорожців про їхню належність до лицарів будило в козаків почуття власної гідності, станово-корпоративної окремішності (див. Стани) та політичної правосуб'єктності, що підживлювало тенденції політичного сепаратизму в житті запорозької громади, а до серед. 17 ст. — їхню орієнтацію на здобуття таких само прав і свобод, які мала шляхта Речі Посполитої. Важливим у системі цінностей козаків було поняття запорозького товариства. Воно означало, що кожен козак мав дотримуватися принципів військового побратимства, поділяти засади братерської злагоди, єдності, взаємовиручки, вірності, дружби, поважати моральний закон «хліб-сіль», бути вірним соціальним і політичним ідеалам козацтва. На відміну від поняття лицарства поняття товариства меншою мірою пов'язувалося з політичними маніфестаціями, офіційним етикетом, а більшою — з повсякденним життям запорожців, з діяльністю, яка забезпечувала їм «козацький хліб». Публічно репрезентуючи політичні позиції щодо «лицарської служби», козаки найчастіше послуговувалися такими категоріями, поняттями й моральними настановами, як лицарська честь, слава, вірність, відвага, служіння спільному благові, патріотизм, вшанування монаршого трону та політична лояльність до нього. Поняття «козацький хліб» означало всяку діяльність, яка давала козакам засоби до існування і здійснювалася насамперед збройним шляхом, «шаблею» (легальне військове найманство, дозволені, а також несанкціоновані воєнні постої (див. Лежа), контрибуції, трофеї, «здобич», козацькі промисли тощо).

## Права і свободи
Категорії «права», «свободи» й «вольності» визначали низку фундаментальних станово-корпоративних «предметних» цінностей запорозької спільноти: особи (свобода особистості, свобода совісті), соціального стану, козацької корпорації (доступ до прав і прерогатив, які забезпечували лицарський спосіб життя козаків), національної ідентичності (конфесійна свобода українського народу, що розглядалася як політичне право, до якого причетні козаки). Поняття особистої свободи асоціювалося в запорожців із соціально-політичною, правовою та духовною суверенністю козака, його статусом особисто вільної людини, яка підлягає виключно козацькому праву і присуду. Це, зокрема, права, свободи й вольності у сферах козацького землеволодіння, майнових і спадкових прав, козацького устрою, судочинства й демократії, фінансової та матеріальної винагороди за військову службу. Представники запорозького товариства розглядали свої права, свободи й вольності як такі, що здобуті ними власними силами на ниві служіння загальному добру і котрі засвідчують лицарський статус козаків у суспільстві, а також освячені моральним законом старовини (героїчні заслуги, доблесть і слава козацьких предків). Що стосується національної самоідентифікації представників запорозької спільноти, то, як свідчать, зокрема, їхні публічні висловлювання, вони ототожнювали себе з українським народом, любили українську землю та її природу як свою батьківщину. Вироблені в запорозькому середовищі морально-етичні норми, цінності й ідеали відіграли значущу роль в історичному бутті козацького стану 16–18 ст., а також справили кардинальний вплив на інтелектуальне життя українського суспільства Нового часу, ментальність і духовні орієнтації українського народу.